# نشان ملی بولیوی
نشان ملی بولیوی دارای یک کارتوش مرکزی است که با پرچم‌های بولیوی، توپ‌ها، شاخه‌های لور احاطه شده است و در بالای آن یک رخ‌کرکس آند وجود دارد.

## توضیحات رسمی
قوانین بولیوی نشان را به شرح زیر توصیف می‌کند:
نشان جمهوری بولیوی بیضی شکل است. در قسمت بالایی خورشید در حال طلوعی در پشت سرو ریکو با آسمان در صبح وجود دارد. در مرکز، سرو ریکوی پوتوسی و سرو منور وجود دارد. در قسمت بالای تپه کوچکتر، کلیسای قلب مقدس عیسی، در قسمت پایین سمت چپ یک منظره با تپه‌ها و یک لاما. در سمت راست آن یک برگ گندم و یک نخل و در اطراف سپر، یک بیضی آبی با لبه داخلی طلایی. در نیمه بالایی بیضی، نوشته BOLIVIA با حروف بزرگ طلایی، و در نیمه پایین بیضی، ده ستاره طلایی پنج‌پر. در هر سمت، سه پرچم ملی، یک توپ، دو تفنگ، یک تبر در سمت راست و یک کلاه فریگی در سمت چپ. بالای سپر، رخ‌کرکس آند در حال پرش. پشت کرکس، دو شاخه در هم تنیده لور و زیتون؛ لور در سمت چپ و زیتون در سمت راست تاج گل را تشکیل می‌دهند. در صورت لزوم، میدان خارج از سپر باید آبی مرواریدی باشد.

## نگارخانه

نشان تاریخی
نخستین نشان بولیوی که پیشتر به افتخار سیمون بولیوار جمهوری بولیوار نامیده می‌شد.
نشان دوم بولیوی که در سال ۱۸۲۶ به تصویب رسید.
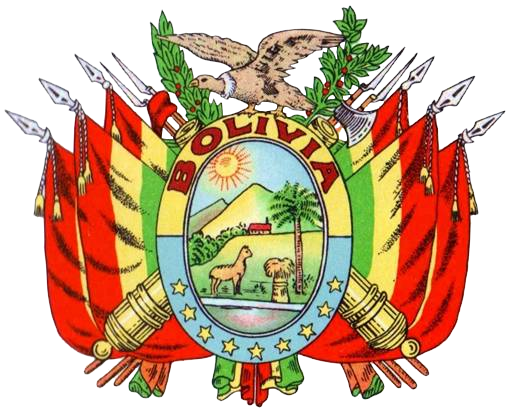
نشان سوم بولیوی، تصویب شده در سال ۱۸۸۸.
نشان چهارم بولیوی، تصویب شده در سال ۲۰۰۴.[۳]

نگارخانه تصاویر
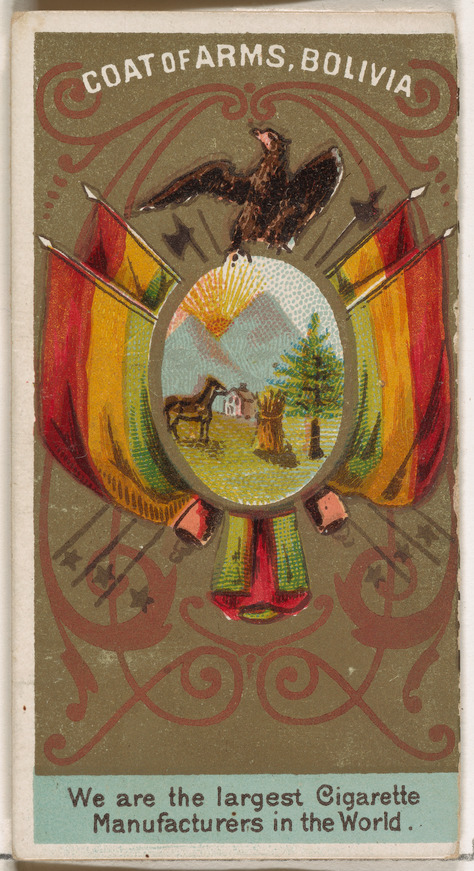
نشان ملی بولیوی روی کارت سیگار ۱۸۸۸، بدون شاخه‌های لور و کلاه فریگی
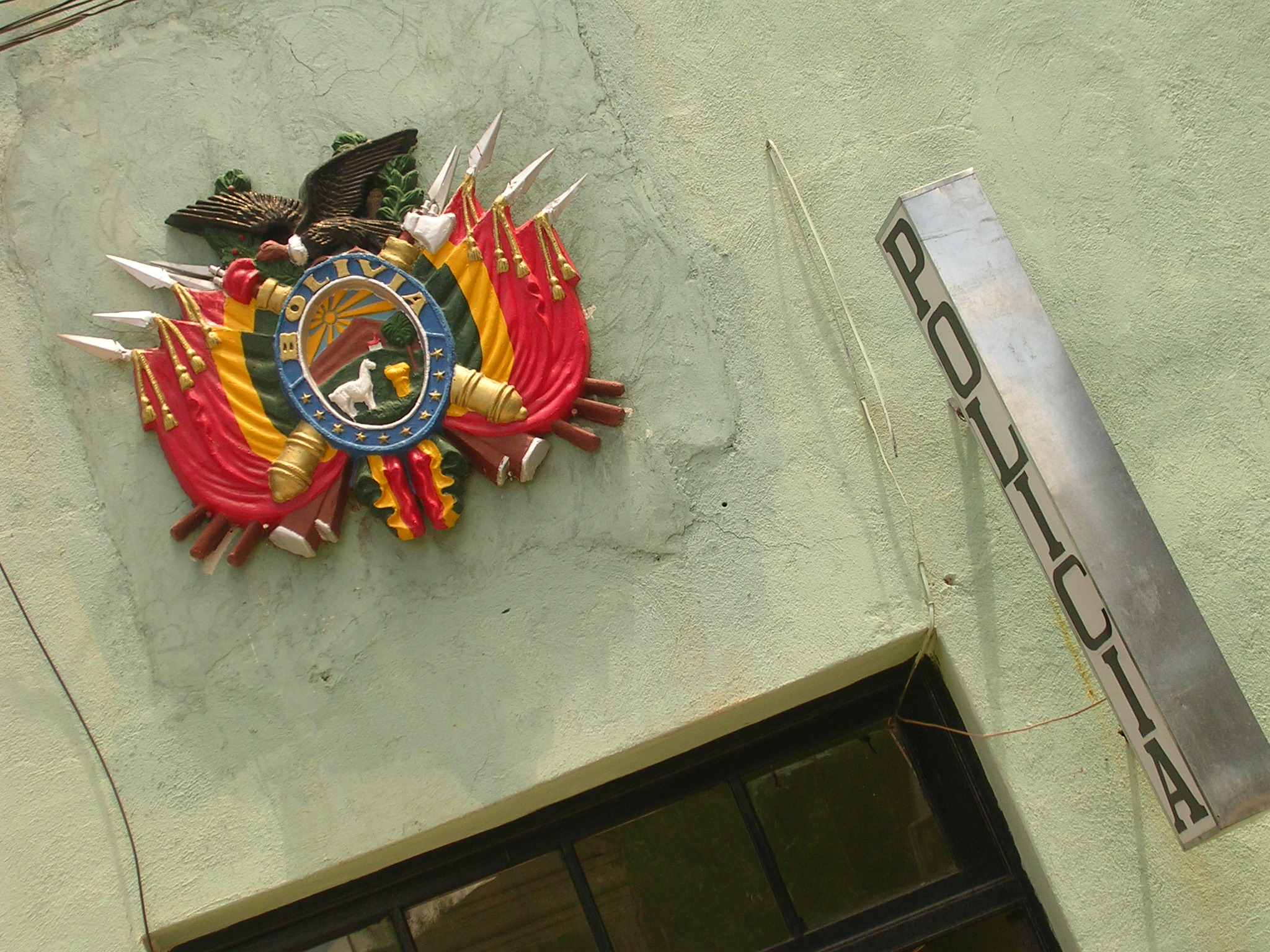
نشان ملی بولوی در یک ایستگاه پلیس در شهر توپیزا.
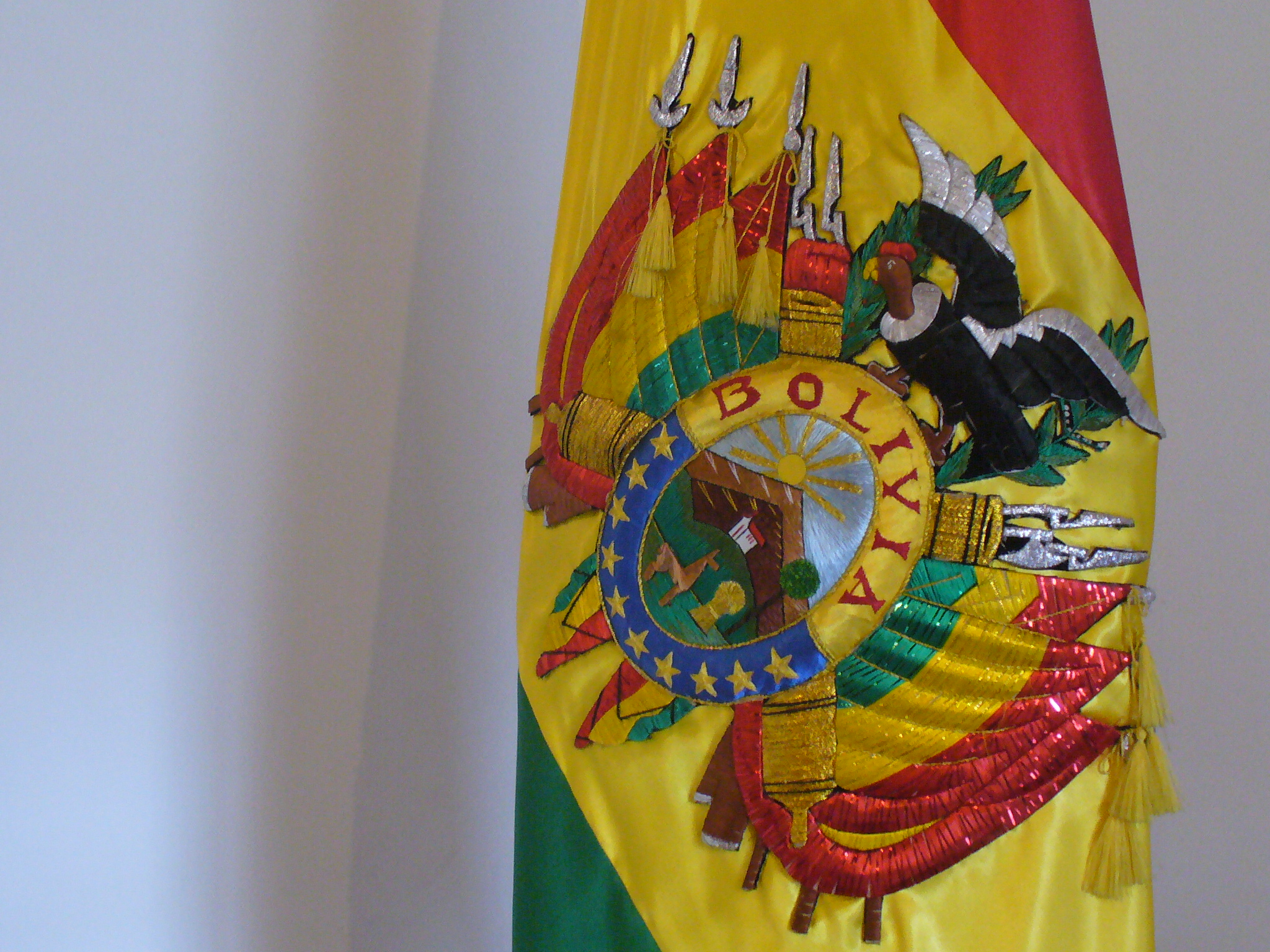
نشان ملی بولیوی در پرچم ملی.